# Rag Doll Kung Fu
Rag Doll Kung Fu – komputerowa gra akcji (bijatyka) prawie w całości stworzona przez członka firmy Lionhead Studios Marka Healeya (tworzącego pod szyldem Qi Studios). 12 października 2005 gra zaczęła być rozprowadzana za pomocą systemu Steam firmy Valve Corporation, zaś wersja pudełkowa trafiła do sklepów w sierpniu 2006.